# Lincoln (film 2012)
Lincoln è un film del 2012 diretto da Steven Spielberg.
La pellicola, adattamento cinematografico del libro Team of Rivals: The Political Genius of Abraham Lincoln di Doris Kearns Goodwin, racconta gli ultimi mesi di vita di Abraham Lincoln.

## Trama
Gennaio 1865: nelle fasi conclusive della Guerra di secessione americana, il Presidente Abraham Lincoln, da pochi giorni rieletto trionfalmente a un secondo mandato, deve affrontare il problema dell'abolizione della schiavitù, e cercare di fare approvare dalla Camera dei rappresentanti il XIII Emendamento della Costituzione. Lincoln vuole che la Camera lo approvi prima di venire rinnovata per effetto delle elezioni di poche settimane prima, temendo che un Parlamento, sia pure a schiacciante maggioranza Repubblicana, si rifiuterebbe di compiere un passo del genere a guerra finita. Al contrario, i parlamentari sarebbero più ben disposti a votare a favore dell'abolizione della schiavitù se credessero, con questo voto, di accelerare la fine della guerra.
Il tempo stringe quindi: il primo passo di Lincoln è cercare l'unità del Partito repubblicano, tra la frangia conservatrice, impersonata dalla famiglia Blair (a cui deve promettere di aprire negoziati con gli Stati del Sud per accelerare la fine della guerra) e quella radicale, capeggiata da Thaddeus Stevens, con cui in passato c'erano stati forti dissapori. Lincoln riesce faticosamente a stringere un accordo con entrambe le fazioni.
Ma non basta ancora: bisogna conquistare il voto di una parte dei Democratici, di regola ostili all'eliminazione della schiavitù. Lincoln non esita allora, per raggiungere il suo scopo, a usare metodi poco ortodossi. Il Segretario di Stato William H. Seward assolda tre loschi personaggi con il compito di offrire lucrosi incarichi ai rappresentanti Democratici che garantiranno un voto favorevole. In questi giorni convulsi, il Presidente deve fare anche i conti con la nevrosi della moglie, il cui equilibrio psicologico è sempre più fragile, e con la ribellione del figlio che, contro la volontà del padre, vuole lasciare gli studi di giurisprudenza per arruolarsi nell'esercito degli Stati Uniti.
Nel frattempo, si susseguono le battaglie decisive della guerra civile, sempre più sanguinose. Dopo l'ultima, una delegazione del Sud si avvia per Washington per negoziare la pace: se questo avvenisse, molte vite umane sarebbero risparmiate, ma sarebbe impossibile far passare l'emendamento che cancella la schiavitù. Lincoln è combattuto, ha una crisi di coscienza, poi decide di far valere i suoi principi. Impedisce così  alla delegazione del Sud di arrivare a Washington prima del voto decisivo, che passa per un soffio, grazie anche al voto dei Democratici "comprati". Nei successivi colloqui, Lincoln si dimostra intransigente con gli Stati del Sud, chiedendo una resa senza condizioni.
Finita la guerra, Lincoln sembra pronto a nuove riforme in favore dell'uguaglianza tra bianchi e neri, ma il suo progetto politico viene spezzato dall'attentato del 14 aprile 1865, in cui viene assassinato.

## Produzione
L'idea del progetto prende vita quando Steven Spielberg incontra la scrittrice Doris Kearns Goodwin, che aveva appena finito la stesura del suo libro Team of Rivals: The Political Genius of Abraham Lincoln (pubblicato nel 2005), letto dallo stesso Spielberg in anteprima, su concessione della scrittrice; così il regista decise di girare un film sulla vita di Abraham Lincoln basandosi sul libro della Goodwin.

### Cast
- Liam Neeson firmò per essere il protagonista del film appena il progetto fu avviato nel 2005, ma in seguito, in accordo con regista e casa di produzione, lo stesso Neeson lasciò il ruolo perché troppo vecchio per interpretare Abraham Lincoln[2] e nel novembre del 2010 fu scelto definitivamente Daniel Day-Lewis. Quest'ultimo aveva già recitato in un film ambientato durante la Guerra Civile, Gangs of New York nel quale aveva interpretato William "Bill il Macellaio" Cutting, un newyorchese realmente esistito ma di idee e sentimenti opposti a quelli di Lincoln[3]. Fatto curioso è che in Gangs of New York prese parte, seppure in una parte minore, proprio Liam Neeson, che condivide una scena di centrale importanza proprio con Day-Lewis.
- Sally Field entrò nel cast già dal settembre 2007, ma fu ufficializzata solo nell'aprile 2011.
- Harrison Ford doveva prendere parte al film con una piccola apparizione nelle vesti di Andrew Johnson, ma il ruolo e le sue scene furono cancellate dalla sceneggiatura[4].
- Hal Holbrook vinse un Emmy interpretando il ruolo di Abramo Lincoln nella mini-serie televisiva Lincoln del 1974. Curiosamente Holbrook recitò nel ruolo di Lincoln anche nella serie Tv Nord e Sud del 1985[5].

### Sceneggiatura
John Logan e Paul Webb scrissero la prima sceneggiatura del progetto, ma fu poi riscritta definitivamente da Tony Kushner, che colpì Steven Spielberg per il lavoro fatto per il film del 2005 Munich, diretto sempre da Spielberg.

### Riprese
Le riprese del film iniziarono il 17 ottobre e terminarono il 19 dicembre 2011.
Il budget del film si aggira intorno ai 60 milioni di dollari.
Il film venne girato negli stati della Virginia e dell'Illinois negli Stati Uniti d'America, nelle città di Chicago, Petersburg e Richmond.

## Distribuzione
Il primo teaser trailer del film venne pubblicato online l'11 settembre 2012, mentre il full trailer uscì il 13 settembre. Il 30 novembre è stata invece diffusa online la versione italiana del trailer.
La pellicola è stata distribuita in numero limitato di copie nei cinema statunitensi a partire dal 9 novembre 2012, mentre dal 16 novembre viene distribuito in tutti i cinema. Il film arriva in Europa agli inizi del 2013 ed in Italia il 24 gennaio.
Mentre negli Stati Uniti il film venne distribuito dalla Touchstone Pictures, in Italia venne distribuito dalla 20th Century Fox.

## Riconoscimenti
- 2013 - Premio Oscar
  - Miglior attore protagonista a Daniel Day-Lewis
  - Migliore scenografia a Jim Erickson e Rick Carter
  - Candidatura al Miglior film a Steven Spielberg e Kathleen Kennedy
  - Candidatura alla Miglior regia a Steven Spielberg
  - Candidatura al Miglior attore non protagonista a Tommy Lee Jones
  - Candidatura alla Miglior attrice non protagonista a Sally Field
  - Candidatura alla Miglior sceneggiatura non originale a Tony Kushner
  - Candidatura alla Migliore fotografia a Janusz Kaminski
  - Candidatura ai Migliori costumi a Joanna Johnston
  - Candidatura al Miglior montaggio a Michael Kahn
  - Candidatura al Miglior sonoro a Gary Rydstrom, Andy Nelson e Ronald Judkins
  - Candidatura alla Miglior colonna sonora a John Williams
- 2013 - Golden Globe
  - Miglior attore in un film drammatico a Daniel Day-Lewis
  - Candidatura al Miglior film drammatico
  - Candidatura alla Miglior regia a Steven Spielberg
  - Candidatura al Miglior attore non protagonista a Tommy Lee Jone
  - Candidatura alla Miglior attrice non protagonista a Sally Field
  - Candidatura alla Miglior sceneggiatura a Tony Kushner
  - Candidatura alla Miglior colonna sonora a John Williams
- 2013 - Premio BAFTA
  - Miglior attore protagonista a Daniel Day-Lewis
  - Candidatura al Miglior film a Steven Spielberg e Kathleen Kennedy
  - Candidatura al Miglior attore non protagonista a Tommy Lee Jones
  - Candidatura alla Miglior attrice non protagonista a Sally Field
  - Candidatura alla Miglior sceneggiatura non originale a Tony Kushner
  - Candidatura alla Miglior fotografia a Janusz Kaminski
  - Candidatura alla Miglior scenografia a Jim Erickson e Rick Carter
  - Candidatura alla Miglior colonna sonora a John Williams
  - Candidatura ai Migliori costumi a Joanna Johnston
  - Candidatura al Miglior trucco a Leo Corey Castellano e Mia Kovero
- 2013 - Screen Actors Guild Awards
  - Miglior attore protagonista a Daniel Day-Lewis
  - Miglior attore non protagonista a Tommy Lee Jones
  - Candidatura alla Migliore attrice non protagonista a Sally Field
  - Candidatura al Migliore cast
- 2013 - David di Donatello
  - Candidatura al Miglior film straniero a Steven Spielberg
- 2013 - Empire Awards
  - Candidatura al Miglior attore a Daniel Day-Lewis
- 2013 - MTV Movie Awards
  - Candidatura alla Migliore performance maschile a Daniel Day-Lewis
- 2012 - National Board of Review Awards
  - Migliori film

- 2012 - Satellite Award
  - Migliore scenografia a Rick Carter, Curt Beech, David Crank e Leslie McDonald
  - Candidatura al Miglior film
  - Candidatura alla Miglior regia a Steven Spielberg
  - Candidatura al Miglior attore protagonista a Daniel Day-Lewis
  - Candidatura alla Miglior attore non protagonista a Tommy Lee JonCandidatura
  - Candidatura alla Miglior sceneggiatura non originale a Tony Kushner
  - Candidatura alla Migliore fotografia a Janusz Kaminski
  - Candidatura alla Miglior colonna sonora originale a John Williams
- 2013 - AACTA Award
  - Miglior attore internazionale a Daniel Day-Lewis
  - Candidatura al Miglior film internazionale
  - Candidatura al Miglior regista internazionale a Steven Spielberg
  - Candidatura alla Migliore sceneggiatura internazionale a Tony Kushner
- 2012 - Boston Society of Film Critics Award
  - Migliore attore a Daniel Day-Lewis
  - Migliore attrice non protagonista a Sally Field
  - Migliore sceneggiatura a Tony Kushner
- 2012 - Critics' Choice Movie Award
  - Miglior attore a Daniel Day-Lewis
  - Migliore sceneggiatura non originale a Tony Kushner
  - Migliore colonna sonora a John Williams
  - Candidatura al Miglior film
  - Candidatura alla Miglior regia a Steven Spielberg
  - Candidatura al Miglior attore non protagonista a Tommy Lee Jones
  - Candidatura alla Miglior attrice non protagonista a Sally Field
  - Candidatura al Miglior cast
  - Candidatura alla Migliore fotografia a Janusz Kaminski
  - Candidatura alla Migliore scenografia a Jim Erickson e Rick Carter
  - Candidatura al Miglior montaggio a Michael Kahn
  - Candidatura ai Migliori costumi a Joanna Johnston
  - Candidatura al Miglior trucco a Anita Brabec
- 2013 - Central Ohio Film Critics Association
  - Miglior attore protagonista a Daniel Day-Lewis
  - Migliore sceneggiatura a Tony Kushner
  - Candidatura al Miglior film
  - Candidatura alla Miglior regia a Steven Spielberg
  - Candidatura al Miglior attore non protagonista a Tommy Lee Jones
  - Candidatura alla Migliore attrice non protagonista a Sally Field
  - Candidatura al Attore dell'anno a Daniel Day-Lewis
  - Candidatura al Miglior cast
- 2012 - Chicago Film Critics Association Award
  - Miglior attore protagonista a Daniel Day-Lewis
  - Migliore sceneggiatura non originale a Tony Kushner
  - Candidatura al Miglior film
  - Candidatura alla Miglior regia a Steven Spielberg
  - Candidatura al Miglior attore non protagonista a Tommy Lee Jones
  - Candidatura alla Miglior attrice non protagonista a Sally Field
  - Candidatura alla Migliore fotografia a Janusz Kaminski
  - Candidatura alla Migliore scenografia a Rick Carter
- 2014 - Grammy Award
  - Candidatura alla Miglior colonna sonora a John Williams
- 2013 - Kansas City Film Critics Circle
  - Miglior attore a Daniel Day-Lewis
- 2012 - Las Vegas Film Critics Society Awards
  - Miglior attore a Daniel Day-Lewis
  - Miglior attore non protagonista a Tommy Lee Jones
  - Candidatura al Miglior film
- 2012 - New York Film Critics Circle Award
  - Miglior attore protagonista a Daniel Day-Lewis
  - Miglior attrice non protagonista a Sally Field
  - Migliore sceneggiatura a Tony Kushner
  - Candidatura al Miglior attore non protagonista a Tommy Lee Jones
- 2012 - Phoenix Film Critics Society Awards
  - Miglior attore protagonista a Daniel Day-Lewis
  - Candidatura al Miglior film
  - Candidatura alla Miglior regia a Steven Spielberg
  - Candidatura al Miglior attore non protagonista a Tommy Lee Jones
  - Candidatura alla Miglior attrice non protagonista a Sally Field
  - Candidatura al Migliore fotografia a Janusz Kaminski
  - Candidatura ai Migliori costumi a Joanna Johnston
  - Nomination Migliore colonna sonora a John Williams
- 2012 - San Diego Film Critics Society
  - Miglior attore a Daniel Day-Lewis
  - Candidatura alla Migliore sceneggiatura non originale a Tony Kushner
- 2012 - Southeastern Film Critics Association Awards
  - Miglior attore protagonista a Daniel Day-Lewis
  - Miglior cast
  - Candidatura al Miglior film
  - Candidatura al Miglior attore non protagonista a Tommy Lee Jones
  - Candidatura alla Miglior attrice non protagonista a Sally Field
  - Candidatura alla Migliore sceneggiatura non originale a Tony Kushner
- 2013 - AFI Award
  - Film dell'anno a Kathleen Kennedy e Steven Spielberg
- 2013 - Eddie Award
  - Candidatura al Miglior montaggio in un film drammatico a Michael Kahn
- 2013 - American Society of Cinematographers
  - Candidatura alla Migliore fotografia a Janusz Kaminski
- 2013 - BMI Film & TV Award
  - Miglior colonna sonora a John Williams
- 2013 - British Society of Cinematographers
  - Candidatura al Miglior operatore a Mitch Dubin
- 2013 - Artios Award
  - Candidatura al Miglior casting per un film drammatico a Avy Kaufman, Erica Arvold e Pat Moran
- 2012 - Dallas-Fort Worth Film Critics Association Award
  - Miglior film
  - Miglior attore protagonista a Daniel Day-Lewis
  - Miglior attore non protagonista a Tommy Lee Jones
  - Miglior attrice non protagonista a Sally Field
  - Migliore colonna sonora a John Williams
  - Candidatura alla Miglior regia a Steven Spielberg
- 2013 - DGA Award
  - Candidatura alla Miglior regia a Steven Spielberg
- 2013 - Evening Standard British Film Awards
  - Candidatura al Miglior attore a Daniel Day-Lewis
- 2013 - Golden Trailer Awards
  - Miglior spot TV drammatico
  - Candidatura al Miglior film drammatico
  - Candidatura al Don LaFontaine Award per la miglior voce fuoricampo
  - Candidatura al Miglior spot TV originale
- 2013 - Image Award
  - Candidatura alla Miglior attrice non protagonista a Gloria Reuben
- 2013 - Irish Film and Television Award
  - Miglior attore internazionale a Daniel Day-Lewis
  - Candidatura al Miglior film internazionale
- 2013 - Key Art Awards
  - Candidatura alla Miglior tecnica audio/visiva
  - Candidatura al Miglior marketing digitale
  - Candidatura al Miglior trailer audio/visivo
- 2013 - London Critics Circle Film Awards
  - Candidatura all'Attore dell'anno a Daniel Day-Lewis
  - Candidatura all'Attore britannico dell'anno a Daniel Day-Lewis
  - Candidatura all'Attore non protagonista dell'anno a Tommy Lee Jones
  - Candidatura all'Attrice non protagonista dell'anno a Sally Field
- 2013 - Golden Reel Award
  - Candidatura al Miglior montaggio sonoro (Colonna sonora) a Richard Hymns
  - Candidatura al Miglior montaggio sonoro (Dialoghi) a Bobby Johanson
- 2013 - National Society of Film Critics Awards
  - Miglior attore protagonista a Daniel Day-Lewis
  - Migliore sceneggiatura a Tony Kushner
  - Candidatura al Miglior attore non protagonista a Tommy Lee Jones
  - Candidatura alla Miglior attrice non protagonista a Sally Field
- 2013 - PGA Award
  - Candidatura al Miglior produttore a Steven Spielberg e Kathleen Kennedy
- 2013 - Toronto Film Critics Award
  - Candidatura al Miglior attore protagonista a Daniel Day-Lewis
  - Candidatura al Miglior attore non protagonista a Tommy Lee Jones
  - Candidatura alla Migliore sceneggiatura a Tony Kushner
- 2013 - Vancouver Film Critics Circle
  - Candidatura al Miglior film
  - Candidatura alla Miglior regia a Steven Spielberg
  - Candidatura al Miglior attore protagonista a Daniel Day-Lewis
  - Candidatura al Miglior attore non protagonista a Tommy Lee Jones
  - Candidatura alla Migliore sceneggiatura a Tony Kushner
- 2013 - WGA Award
  - Paul Selvin Award a Tony Kushner
  - Candidatura alla Miglior sceneggiatura non originale a Tony Kushner
- 2013 - AARP Movies for Grownups Awards
  - Miglior regia a Steven Spielberg]
  - Candidatura al Miglior film per adulti
  - Candidatura al Miglior attore protagonista a Daniel Day-Lewis
  - Candidatura al Miglior attore non protagonista a Tommy Lee Jones
  - Candidatura alla Miglior attrice non protagonista a Sally Field
  - Candidatura alla Miglior storia d'amore a Sally Field e Daniel Day-Lewis
  - Candidatura alla Miglior sceneggiatura a Tony Kushner
- 2012 - African-American Film Critics Association
  - Migliori dieci film
  - Migliore attrice non protagonista a Sally Field
- 2013 - Alliance of Women Film Journalists
  - Miglior attore protagonista a Daniel Day-Lewis
  - Candidatura al Miglior film a Kathleen Kennedy e Steven Spielberg
  - Candidatura alla Miglior regia a Steven Spielberg
  - Candidatura al Miglior attore non protagonista a Tommy Lee Jones
  - Candidatura alla Miglior attrice non protagonista a Sally Field
  - Candidatura al Miglior cast
  - Candidatura alla Migliore sceneggiatura non originale a Tony Kushner
- 2013 - Art Directors Guild
  - Candidatura alla Migliore scenografia in un film storico
- 2012 - Austin Film Critics Association
  - Special Honorary Award a Joseph Gordon-Levitt
- 2012 - Awards Circuit Community Awards
  - Miglior attore protagonista a Daniel Day-Lewis
  - Miglior sceneggiatura non originale a Tony Kushner
  - Candidatura al Miglior film a Kathleen Kennedy e Steven Spielberg
  - Candidatura al Miglior regia a Steven Spielberg
  - Candidatura al Miglior attore non protagonista a Tommy Lee Jones
  - Candidatura alla Candidatura al Miglior attrice non protagonista a Sally Field
  - Candidatura al Miglior cast
  - Candidatura alla Miglior scenografia a Rick Carter, Jim Erickson e Peter T. Frank
  - Candidatura ai Migliori costumi a Joanna Johnston
  - Candidatura al Miglior montaggio a Michael Kahn
  - Candidatura alla Miglior colonna sonora originale a John Williams
- 2013 - Black Film Critics Circle Awards
  - Migliori dieci film
  - Miglior attore a Daniel Day-Lewis
  - Miglior cast
- 2012 - Boston Online Film Critics Association
  - Migliori dieci film
  - Miglior attore protagonista a Daniel Day-Lewis
  - Miglior attore non protagonista a Tommy Lee Jones
  - Migliore sceneggiatura a Tony Kushner
- 2013 - British Film Bloggers Circle[13]
  - Miglior attore a Daniel Day-Lewis
- 2013 - Christopher Awards
  - Miglior film
- 2013 - Cinema Audio Society
  - Candidatura al Miglior sonoro a Frank Rinella
- 2014 - Cinema Bloggers Awards
  - Miglior attore internazionale a Daniel Day-Lewis
  - Candidatura al Miglior costumista internazionale
  - Candidatura al Miglior fotografo internazionale
  - Candidatura al Miglior montatore internazionale
  - Candidatura al Miglior truccatore internazionale
  - Candidatura al Miglior scenografo internazionale
- 2013 - Cinema for Peace Awards
  - Film più importante dell'anno a Steven Spielberg

- 2013 - Premio Colonne Sonore[14]
  - Colonna sonora straniera a John Williams
  - Miglior compositore straniero a John Williams
- 2014 - CinEuphoria Awards
  - Candidatura al Miglior fotografo internazionale a Janusz Kaminski
  - Candidatura al Miglior costumista internazionale a Joanna Johnston
  - Candidatura al Miglior scenografo internazionale a Rick Carter e Jim Erickson
  - Candidatura al Miglior truccatore internazionale a Lois Burwell e Kay Georgiou
  - Candidatura al Miglior compositore internazionale a John Williams
- 2013 - Costume Designers Guild Awards
  - Candidatura ai Migliori costumi in un film storico a Joanna Johnston
- 2014 - Críticos de Cinema Online Portugueses Awards
  - Miglior attore a Daniel Day-Lewis
- 2013 - Denver Film Critics Society
  - Miglior attore protagonista a Daniel Day-Lewis
  - Candidatura al Miglior attore non protagonista a Tommy Lee Jones
  - Candidatura alla Miglior attrice non protagonista a Sally Field
  - Candidatura alla Migliore colonna sonora a John Williams
- 2012 - Detroit Film Critics Society
  - Miglior attore protagonista a Daniel Day-Lewis
  - Miglior cast
  - Candidatura al Miglior attore non protagonista a Tommy Lee Jones
  - Candidatura alla Miglior attrice non protagonista a Sally Field
- 2013 - Dublin Film Critics Circle Awards
  - Candidatura al Miglior attore a Daniel Day-Lewis
- 2013 - European Independent Film Critics Awards[15]
  - Candidatura al Miglior film internazionale a Steven Spielberg
- 2012 - Florida Film Critics Circle Awards
  - Miglior attore a Daniel Day-Lewis
- 2013 - Gay and Lesbian Entertainment Critics Association
  - Performance dell'anno a Daniel Day-Lewis
  - Candidatura al Film dell'anno'la'
- 2013 - Georgia Film Critics Association
  - Miglior attore a Daniel Day-Lewis
  - Candidatura al Miglior cast
  - Candidatura alla Migliore sceneggiatura non originale a Tony Kushner
  - Candidatura alla Migliore fotografia a Janusz Kaminski
  - Candidatura alla Migliore scenografia a Rick Carter
  - Candidatura alla Migliore colonna sonora a John Williams
- 2013 - Gold Derby Awards
  - Miglior attore protagonista a Daniel Day-Lewis
  - Miglior sceneggiatura non originale a Tony Kushner
  - Candidatura al Miglior film a Steven Spielberg e Kathleen Kennedy
  - Candidatura alla Miglior regia a Steven Spielberg
  - Candidatura al Miglior attore non protagonista a Tommy Lee Jones
  - Candidatura alla Miglior attrice non protagonista a Sally Field
  - Candidatura al Miglior cast
  - Candidatura alla Miglior fotografia a Janusz Kaminski
  - Candidatura al Miglior montaggio a Michael Kahn
  - Candidatura al Miglior trucco e acconciature a Lois Burwell, Leo Corey Castellano e Mo Stemen
  - Candidatura alla Miglior scenografia a Rick Carter
  - Candidatura alla Miglior colonna sonora originale a John Williams
  - Candidatura ai Migliori costumi a Joanna Johnston
- 2012 - Golden Schmoes Awards
  - Miglior attore protagonista a Daniel Day-Lewis
  - Candidatura al Film più sopravvalutato dell'anno
  - Candidatura al Miglior attrice non protagonista a Sally Field
- 2012 - Heartland Film
  - Truly Moving Picture Award a Steven Spielberg
- 2012 - Hollywood Music In Media Awards
  - Candidatura alla Miglior colonna sonora originale a John Williams
- 2013 - Houston Film Critics Society Awards
  - Miglior attore protagonista a Daniel Day-Lewis
  - Miglior attore non protagonista a Tommy Lee Jones
  - Migliore sceneggiatura a Tony Kushner
  - Candidatura al Miglior film
  - Candidatura al Miglior regista a Steven Spielberg
  - Candidatura alla Miglior attrice non protagonista a Sally Field
  - Candidatura alla Migliore fotografia a Janusz Kaminski
  - Candidatura alla Migliore colonna sonora a John Williams
- 2012 - IGN Summer Movie Awards
  - Miglior attore a Daniel Day-Lewis
  - Candidatura al Miglior film drammatico
- 2012 - Indiana Film Journalists Association
  - Miglior attore protagonista a Daniel Day-Lewis
  - Miglior attore non protagonista a Tommy Lee Jones
  - Candidatura al Miglior film
- 2012 - Indiewire Critics' Poll
  - Migliore sceneggiatura a Tony Kushner
  - Candidatura al Miglior film
  - Candidatura alla Migliore performance da protagonista a Daniel Day-Lewis
  - Candidatura alla Migliore performance da non protagonista a Tommy Lee Jones
  - Candidatura al Miglior cast
- 2013 - International Chinephile Society Awards
  - Candidatura al Miglior film
  - Candidatura al Miglior attore a Daniel Day-Lewis
  - Candidatura al Miglior cast
  - Candidatura alla Migliore sceneggiatura non originale a Tony Kushner
- 2013 - International Film Music Critics Award
  - Migliore colonna sonora in un film drammatico a John Williams
  - Candidatura alla Colonna sonora dell'anno a John Williams
  - Candidatura alla Composizione musicale dell'anno a John Williams
- 2013 - International Online Cinema Awards
  - Miglior sceneggiatura non originale a Tony Kushner
  - Candidatura al Miglior film
  - Candidatura al Miglior attore protagonista a Daniel Day-Lewis
  - Candidatura alla Miglior attrice non protagonista a Sally Field
  - Candidatura al Miglior cast
  - Candidatura ai Migliori costumi a Joanna Johnston
  - Candidatura al Miglior trucco
- 2012 - International Online Film Critics' Poll
  - Migliori dieci film
  - Migliore fotografia a Janusz Kaminski
  - Candidatura al Miglior film
  - Candidatura alla Miglior regia a Steven Spielberg
  - Candidatura al Miglior attore protagonista a Daniel Day-Lewis
  - Candidatura alla Migliore sceneggiatura non originale a Tony Kushner
  - Candidatura alla Migliore scenografia a Rick Carter
  - Candidatura al Miglior montaggio a Michael Kahn
- 2013 - Iowa Film Critics Awards
  - Miglior film
  - Miglior regia a Steven Spielberg
  - Miglior attore protagonista a Daniel Day-Lewis
  - Miglior attore non protagonista a Tommy Lee Jones
- 2013 - Italian Directing Award[16]
  - Miglior regia a Steven Spielberg
- 2013 - Italian Online Movie Awards
  - Candidatura al Miglior attore protagonista a Daniel Day-Lewis
  - Candidatura al Miglior attore non protagonista a Tommy Lee Jones
  - Candidatura alla Miglior attrice non protagonista a Sally Field
- 2013 - Lancashire Film Critics Awards[17]
  - Miglior attore a Daniel Day-Lewis
- 2012 - Premio Cinema Ludus[18]
  - Miglior regia in un film non distribuito a Steven Spielberg
  - Miglior attore in un film non distribuito a Daniel Day-Lewis
- 2013 - MovieGuide Awards
  - Candidatura al Epiphany Prize al film più ispirante a Steven Spielberg
- 2013 - Nevada Film Critics Society
  - Miglior attore non protagonista a Tommy Lee Jones
  - Miglior attrice non protagonista a Sally Field
  - Miglior cast
- 2012 - New York Film Critics, Online
  - Migliori film
  - Miglior attore protagonista a Daniel Day-Lewis
  - Miglior attore non protagonista a Tommy Lee Jones
- 2012 - North Carolina Film Critics Association
  - Migliore sceneggiatura non originale a Tony Kushner
  - Candidatura al Miglior film
  - Candidatura al Miglior attore protagonista a Daniel Day-Lewis
  - Candidatura al Miglior attrice non protagonista a Sally Field
- 2013 - North Texas Film Critics Association
  - Miglior film
  - Miglior regia a Steven Spielberg
  - Miglior attore protagonista a Daniel Day-Lewis
  - Miglior attore non protagonista a Tommy Lee Jones
- 2012 - Oklahoma Film Critics Circle Awards
  - Miglior attore a Daniel Day-Lewis
  - Miglior corpo di lavoro a Joseph Gordon-Levitt
  - Candidatura al Miglior film
- 2013 - Online Film & Television Association
  - Miglior attore protagonista a Daniel Day-Lewis
  - Miglior attore non protagonista a Tommy Lee Jones
  - Migliore sceneggiatura non originale a Tony Kushner
  - Candidatura al Miglior film a Steven Spielberg e Kathleen Kennedy
  - Candidatura alla Miglior regia a Steven Spielberg
  - Candidatura alla Miglior attrice non protagonista a Sally Field
  - Candidatura al Miglior cast
  - Candidatura al Miglior casting a Avy Kaufman
  - Candidatura alla Migliore fotografia a Janusz Kaminski
  - Candidatura al Miglior montaggio a Michael Kahn
  - Candidatura ai Migliori costumi a Joanna Johnston
  - Candidatura al Migliore momento cinematico (La votazione del 13° comandamento)
  - Candidatura al Miglior trucco e acconciature
- 2013 - Online Film Critics Society Awards
  - Miglior attore protagonista a Daniel Day-Lewis
  - Candidatura al Miglior attore non protagonista a Tommy Lee Jones
  - Candidatura alla Miglior attrice non protagonista a Sally Field
  - Candidatura alla Migliore sceneggiatura non originale a Tony Kushner
  - Candidatura alla Migliore fotografia a Janusz Kaminski
- 2012 - Political Film Society
  - Premio per la democrazia a Steven Spielberg
- 2012 - San Francisco Film Critics Circle
  - Miglior attore non protagonista a Tommy Lee Jones
  - Migliore sceneggiatura non originale a Tony Kushner
- 2013 - Screenwriters Choice Awards
  - Candidatura alla Migliore sceneggiatura non originale a Tony Kushner
- 2013 - Society of Camera Operators
  - Miglior operatore di ripresa a Mitch Dubin
- 2012 - St. Louis Film Critics Association
  - Miglior attore protagonista a Daniel Day-Lewis
  - Migliore sceneggiatura non originale a Tony Kushner
  - Candidatura al Miglior film
  - Candidatura al Miglior attore non protagonista a Tommy Lee Jones
  - Candidatura alla Miglior attrice non protagonista a Sally Field
- 2013 - BSC, ACO, GBCT Features Operators Award
  - Candidatura al Miglior operatore di ripresa a Mitch Dubin
- 2013 - USC Scripter Award
  - Candidatura alla Miglior sceneggiatura a Tony Kushner e Doris Kearns Goodwin

Nel settembre 2019 il Guardian ha posizionato il film al diciannovesimo posto dei cento migliori film prodotti dopo il 2000.